# 岩居马先蒿
岩居马先蒿为列当科马先蒿属的一个种，是中国的特有植物。分布于中国大陆的四川、云南等地，生长于海拔2,700米至4,700米的地区，多生长于高山草地中。

## 下层结构
- 岩居马先蒿岩居亚种（Pedicularis rupicola subsp. rupicola）
  - 岩居马先蒿岩居亚种黄花变型（Pedicularis rupicola subsp. rupicola f. flavesceus）
  - 岩居马先蒿岩居亚种岩居变型（Pedicularis rupicola subsp. rupicola f. rupicola）
- 岩居马先蒿川西亚种（Pedicularis rupicola subsp. zambalensis）